# Diocese de Tapachula
A Diocese de Tapachula (em latim: Dioecesis Tapacolensis) é uma diocese da Igreja Católica localizada no município de Tapachula, no estado de Chiapas, pertencente a Arquidiocese de Tuxtla Gutiérrez no México. Foi fundada em 19 de junho de 1957 pelo Papa Pio XII. Com uma população católica de 804.000 habitantes, sendo 25,3% da população total, possui 53 paróquias com dados de 2021.

## História
Em 19 de junho de 1957 o Papa Pio XII cria a Diocese de Tapachula através do território da  Diocese de Chiapas.  Em 1964 a Diocese de Tapachula juntamente com a Diocese de Chiapas e a Diocese de Tabasco perdem território para a formação da Diocese de Tuxtla Gutiérrez. Em 2006 a Diocese de Tapachula tem sua província eclesiástica alterada, passando de Antequera para Tuxtla Gutiérrez.

## Lista de bispos
A seguir uma lista de bispos desde a criação da diocese em 1957.
|        | Nome                       | Período     | Notas                                       |
| Bispos | Bispos                     | Bispos      | Bispos                                      |
| ------ | -------------------------- | ----------- | ------------------------------------------- |
| 9º     | Luis Manuel López Alfaro   | 2025-       | Atual                                       |
| 8º     | Jaime Calderón Calderón    | 2018 - 2024 | Nomeado arcebispo de León                   |
| 7º     | Leopoldo González González | 2005 - 2017 | Nomeado arcebispo de Acapulco               |
| 6º     | Rogelio Cabrera López      | 2001 - 2004 | Nomeado bispo de Tuxtla Gutiérrez           |
| 5º     | Felipe Arizmendi Esquivel  | 1991 - 2000 | Nomeado bispo de San Cristóbal de Las Casas |
| 4º     | Luis Miguel Cantón Marín   | 1984 - 1990 | Faleceu no cargo                            |
| 3º     | Juvenal Porcayo Uribe      | 1976 - 1983 | Faleceu no cargo                            |
| 2º     | Bartolomé Carrasco Briseño | 1971 - 1976 | Nomeado arcebispo de Antequera              |
| 1º     | Adolfo Hernández Hurtado   | 1958 - 1970 | Nomeado bispo auxiliar de Guadalajara       |